# Sangria
Sangría (portugalsko puščanje krvi) je alkoholna pijača, ki izvira iz Španije. Ime je dobila po španski besedi za kri, sangre.
Obstaja veliko receptov, osnovne sestavine so:
- vino
- sadni sok
- žgana pijača

V originalni sangrii ni niti dodatkov pijač z ogljikovim dioksidom (mehurčki) niti s sladkorjem. Seveda je za turiste na razpolago sangria s sladkorjem, mehurčki in večjo količino žganih pijač. 
Prvotno je bila sangria osvežilna pijača z manjšo vsebnostjo alkohola kot vino. Žgane pijače so se dodajale predvsem zaradi okusa. Postreže se ohlajena v steklenih vrčih; če pa je zelo vroče, se dodatno razredči z vodo. V originalno sangrio se zelo redko dodajo koščki sadja; če pa se že, se dodajo v manjših količinah.
Znano je pitje (ne samo sangrie) iz Porróna, steklene posode z zelo majhno izstopno odprtino. Ta omogoča pitje, ne da bi se ustnice dotaknile vrča. Izkušen pivec drži Porrón do pol metra od ust.

## Osnovna recepta

### Bela sangria
- suho belo vino
- sok banan
- pomarančni sok
- breskov sok/grozdni sok (zúmo de melocotón y uva)
- Cointreau
- Licor 43

### Rdeča sangria
- suho rdeče vino
- Pomarančni sok
- rdeči grozdni sok
- Cointreau
- Licor 43
- Brandy (redko)

Za pripravo breskovega in bananinega soka uporabljajo za redčenje grozdni sok.